# Polarimetría

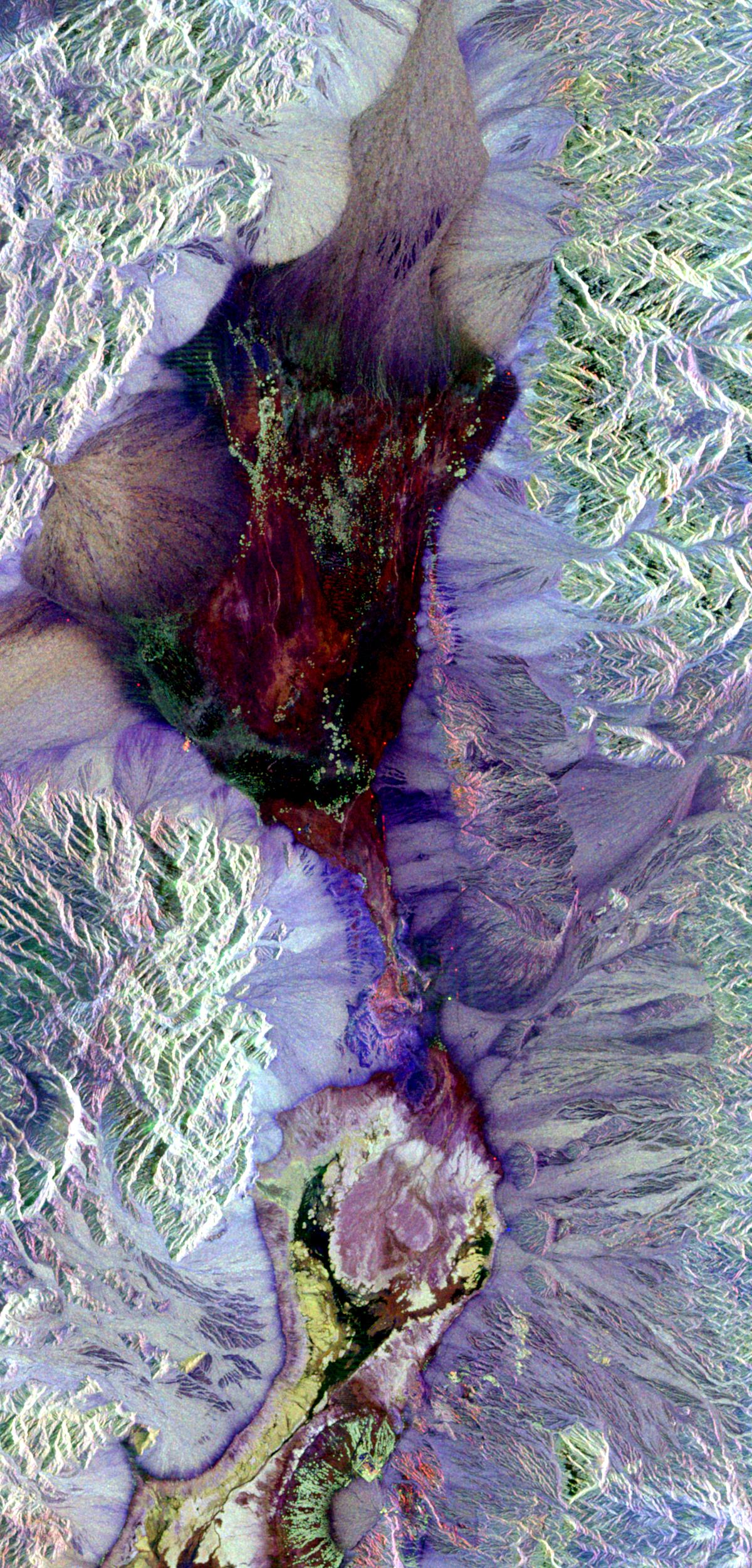
Imagen del Valle de la Muerte con radar de apertura sintética, coloreado utilizando polarimetría.

La polarimetría es la medición de la rotación angular de las sustancias ópticamente activas en un plano de luz polarizada. En la práctica la polarimetría es un método para la determinación de la concentración de soluciones, muy empleado en las industrias química y alimenticia, y especialmente en la industria azucarera. El ente internacional que dicta las normativas para la industria química y alimenticia es ICUMSA, (del inglés International Comitee of Uniform Methods for Sugar Analises, Comité Internacional para la Unificación de Métodos para Análisis de Azúcar), la OIML refiere a ICUMSA para las normas y parámetros.
Un polarímetro es el instrumento de medición utilizado para realizar la medición de la suma algebraica de las rotaciones angulares de las sustancias ópticamente activas.
También se utiliza en interpretación de la polarización de ondas transversales, más notablemente ondas electromagnéticas, tales como ondas de radio o de luz. Típicamente la polarimetría se realiza sobre ondas electromagnéticas que han viajado a través o han sido reflejadas, refractadas, o difractadas por algún material para caracterizarlo.
Para medir estas propiedades ha habido muchos diseños de polarímetros. ICUMSA reconoce tres categorías principales para polarímetros, clase: I, II y III, siendo la última en la que se enmarcan los polarímetros digitales o automáticos. Existen dos clases principales de polarímetros los circulares o convencionales y los de cuña de cuarzo.
Polarímetros más sensibles están basados en interferómetros o empleando lámparas espectrales, mientras que los polarímetros más convencionales están basados en arreglos de filtros polarizadores, Filtro interferencia o Filtro de color y Filtro analizador; también los hay empleando otros dispositivos.
También se puede emplear para un proceso de polarimetría realizado por una computadora, tal como se hace con el radar de apertura sintética polarimétrico.
La polarimetría de películas delgadas y superficies es comúnmente conocida como Elipsometría.
La polarimetría también puede ser utilizada para medir varias propiedades ópticas de un material, incluyendo la birrefringencia lineal, la birrefringencia circular (conocida también como rotación óptica o dispersión óptica rotatoria), dicroísmo lineal, dicroísmo circular y dispersión.
La polarimetría puede también ser incluida en el análisis computacional de ondas. Por ejemplo, los radares a veces consideran la polarización de onda en post-procesado para mejorar la caracterización de los objetivos. En este caso, la polarimetría puede ser usada para estimar la textura fina de un material, ayudar a resolver la orientación de pequeñas estructuras en el objetivo y, cuando son utilizadas antenas polarizadas de manera circular, resolver el número de rebotes de la señal recibida (la quiralidad de las ondas polarizadas de manera circular se alterna con cada reflexión).

## Medición de la actividad óptica
Las muestras ópticamente activas, tales como disoluciones de moléculas quirales, exhiben ocasionalmente birrefringencia circular. La birrefringencia circular causa la rotación del plano de polarización de la luz polarizada al pasar a través de la muestra. 
En una luz convencional, las vibraciones ocurren en todos los planos perpendicularmente a la dirección de propagación. Cuando se le permite pasar a través de un prisma de Nicolo prisma de Glan Thompson entonces sus vibraciones en todas las direcciones excepto la dirección del eje del prisma son bloqueadas. La luz que emerge del prisma se dice que está "polarizada en el plano" debido a que vibra en una única dirección. Si dos prismas polarizadores son colocados con sus planos de polarización paralelos entre sí, entonces los rayos de luz que emergen desde el primer prisma entrarán al segundo. Como resultado se observa una luz brillante. Si se rota el segundo prisma en un ángulo de 90°, la luz que emerge del primer prisma es detenida por el segundo debido a lo cual se observa una oscuridad. El primer prisma es usualmente llamado polarizador y el segundo prisma es llamado analizador.
La fuente de luz utilizada para las mediciones primarias de polarimetría es la de 546 nm, (luz de mercurio), también se emplea la luz de sodio, 589 nm, aunque esta última 589,44 nm es el pico máximo de las longitudes de luz que emite el sodio; modernamente y en consecuencia que la firma Schmidt & Haensch, Alemania, patentara el uso de cuña de cuarzo para medir la rotación angular, (aprox. en 1.864), también se emplea en la industria azucarera la longitud de 587 nm.  Modernamente, para evitar el uso del plomo como agente clarificante se utiliza la longitud de 882,6 nm y se llamó polarimetría NIR, (Near Infrared - Infrarrojo Cercano), todas estas longitudes de onda están aprobadas por ICUMSA.
Un polarímetro simple para medir esta rotación consiste en una lámpara de luz monocromática, dos prismas del tipo Glan-Thompson, (uno se llama polarizador y el otro analizador), el cuarto de muestras, en donde se coloca el tubo con la muestra, (el tubo de muestras un tubo largo con topes planos de vidrio, en los cuales es colocada la muestra), un sistema de medición de la rotación del analizador y un detector de la "media sombra". Este sistema de medición de la rotación puede ser lineal usando la cuña de cuarzo o circular empleando un decodificador de ángulo, (de allí derivan los nombres de ambas familias de polarímetros). 
Se hace incidir luz visible hacia el tubo, con el prisma en el otro extremo acoplado a un ocular; se rota para medir la región de completa brillantez, o la región semi-brillante o la región de completa oscuridad. El ángulo de rotación es leído entonces en una escala. El mismo fenómeno se observa al llegar al ángulo de 180°. La rotación específica de la muestra puede entonces ser calculada. La temperatura puede afectar la rotación de la luz, y debería ser tomada en cuenta en los cálculos.
{\displaystyle [\alpha ]_{\lambda }^{T}=100\alpha /lc\,\!}
donde:
- [α]λT es la rotación específica.
- T es la temperatura.
- λ es la longitud de onda de la luz.
- α es el ángulo de rotación.
- l es la longitud del tubo del polarímetro.
- c es la concentración de la disolución.

## Grados S y grados Z
Ambos son escalas para medición de la concentración de sacarosa, los grados S fueron la escala inicial con la que se comenzó a medir históricamente la concentración de sacarosa con polarimetría, (en 1968), pero debido a limitaciones de la tecnología en la medición de temperatura, al momento de su adopción, esta tenía un error en la temperatura, (20 000 °C en 1968 = 20 005 °C en 1990), esto fue finalmente corregido y se definió una nueva escala conocida como °Z, (grados Z), (Z de Zucker, Azúcar en alemán), la cual fue finalmente adoptada como la escala oficial por ICUMSA en julio de 1988.
Estos son los factores de conversión:
| Nombre Mercurio (verde) Sodio (amarillo) Saccharomat Infrarrojo (NIR) | Longitud de onda 546.2271 589.44 587.00 882.60 | °S 0.407653 0.406881 0.406917 0.406436 | °Z 0.407773 nm 0.407000 nm 0.407036 nm 0.406556 nm |

Ejemplo: Si usted tiene una placa de cuarzo de 98.27°S, ( para 589 nm
(que es la longitud de onda más común), la rotación en 546 nm es 0.406881 * 98.27° = 39.984°.

## Definición de 100° Z
Los valores nuevos de la Escala Internacional del Azúcar en el NIR.
Polarímetros utilizados en la industria del azúcar se suele configurar para mostrar los resultados en la Escala Internacional del Azúcar directamente.
La solución normal de azúcar de 26,0 g de sacarosa pura, disuelta en agua pura a 100,0 cm³, medidos a 20,0'C, es igual a 100,00 ° Z .
Para comprobar la calibración de polarímetros, placas de control de cuarzo son utilizadas, que pueden ser entregados con certificados.
Todos los reglamentos aplicables han sido fijadas por la ICUMSA (Comisión Internacional de Métodos Uniformes para el Análisis del Azúcar).

## Polarímetro de cuña de cuarzo
Es el polarímetro que emplea el principio de una placa de cuarzo, la cual esta escalonada en diferentes espesores; esta placa a simple vista, parecerá una "cuña" y de ahí viene el nombre de este principio de medición "cuña de cuarzo". El polarímetro de Cuña de Cuarzo, fue inventado en 1864, cuando dos Alemanes, Franz Schmidth y Francis Haensch, unieron sus especialidades en óptica y en mecánica de precisión.
El principio de medición es similar a los polarimetría circulares:
Si una muestra se inserta en el eje óptico, se producirá una cierta rotación de la luz polarizada. Al mover una cuña el espesor efectivo de la capa de cuarzo se altera de tal manera que la rotación de la muestra se compensan exactamente.
En otras palabras, la rotación de la muestra óptica se enfrenta a una rotación óptica de cuarzo de un valor igual pero de sentido opuesto de rotación.
El movimiento lineal de la cuña de cuarzo es proporcional a la alteración del espesor de cuarzo y a su efecto de rotación óptica.
La distancia desplazada de la cuña de cuarzo puede ser utilizado como una medida de la concentración de la muestra. Con el fin de leer que la distancia de la cuña móvil se combina con una escala lineal, que está directamente dividido en por ciento de sacarosa.
Este principio da a las mediciones las ventajas de:
Mayor capacidad de medición de muestras obscuras,
Mayor inmunidad a los cambios de temperaturas,
Mayor estabilidad y/o prácticamente no es afectada su calibración por el tiempo,

## Efecto de la temperatura
Efectos de la temperatura
Las lecturas de todos los polarímetros están influenciados por la temperatura.
Por ejemplo, el cuarzo tiene una rotación superior a temperaturas más altas:
Lectura (T) = Lectura (20,0 °C) * (1,0 + (0,000144 * (T-20.0))
Una placa de cuarzo, que muestra 40,000° (grados angulares) a 20 °C,
así demostrará 40,006° a 21 °C
y 40,029° a 25 °C.
T = 40° * (1 + 0,000144 * (T - 20.0))
T = 40° * (1 + 0,000144 * (21 - 20.0))
T = 40° * (1 + 0,000144 * (1))
T = 40° * (1 + 0,000144)
T = 40° * 1,000144
T = 40.005760° a 21 °C
Para las mediciones de sacarosa, el factor a utilizar es de 0,000471
(valores correctos hasta antes de mayo de 1998).

## Polarimetría NIR
Viene del vocablo en inglés Near Infra Red, (Infrarrojo Cercano), es como la polarimetria convencional, (que utiliza las longitudes de onda/luz de 546 nm, 587 nm y 589 nm), pero utilizando la longitud de onda/luz de 880 nm; la cual es una longitud de onda/luz en la región cerca del infrarrojo. La razón principal para la introducción de la polarimetria NIR, se debió a la prohibición del uso del agente clarificante Sub Acetato Básico de Plomo, (SABP), por razones de contaminación ambiental del plomo, y como hasta el día de hoy, no existe un agente clarificante alternativo tan bueno como el SABP, las muestras generalmente son de colores más obscuras, (ópticamente que absorben más energía lumínica), los cuales no son capaces de ser leídas en polarímetros empleando longitudes de onda/luz en la región visible, (546 nm, 587 nm y/o 589 nm).
Los agentes clarificantes alternativos al SABP, son compuestos sobre la base de las sales de aluminio e hidróxido de calcio, los ingenios azucareros y algunas marcas comerciales, emplean estos compuestos a los cuales les adicionan diversos compuestos para mejorar sus propiedades, (tierras diatomáceas (ayudas filtrantes), coagulantes (floculantes), carbón activado (PAC), etc.), pero aún no hay un producto alternativo al SABP que se pueda considerar el heredero.
ICUMSA 98, adoptó la polarimetria NIR como método oficial. Históricamente, se empleó la fórmula de Bünnagel y Oehring es la fórmula empleada para calcular la dispersión de la rotación óptica, (DRO), para la región NIR, pero mediciones llevadas a cabo por Schmidt & Haensch y el PTB (Alemania), sirvieron de base la para la corrección y definición de la DRO en NIR, por parte de ICUMSA, (22nd Sesión 1998).

## Métodos de filtración para polarimetría NIR
Con respecto a la polarimetria convencional para las mediciones de cuarzo o sacarosa, la polarimetria NIR, tiene una dispersión de la rotación óptica menor alrededor de un 40 %, por lo que la eliminación de las partículas coloidales que producen turbidez se vuelve más importante en NIR.
Empleando filtración con ayuda filtrante, grado de laboratorio, es posible obtener muestras sin turbidez, capaces de ser medidas en NIR. Recordemos que muestras obscuras pueden ser sin turbidez, (como la coca cola), y que muestras claras pueden tener mucha turbidez; la Coca Cola, una vez se remueve el CO2, puede ser leída en un polarímetro NIR, y generalmente esta no puede ser leída en un polarímetro de luz visible/convencional.

## Polarimetría astronómica
La luz emitida por una estrella es no polarizada, esto quiere decir que la dirección de la oscilación de la onda de luz es aleatoria. Sin embargo, cuando la luz es reflejada hacia la atmósfera de un planeta, las ondas de luz interactúan con las moléculas en la atmósfera y se vuelven polarizadas.
Analizando la polarización en la luz combinada de un planeta y una estrella (alrededor de una parte en un millón), estas medidas pueden en principio ser realizadas con muy alta sensibilidad, ya que la polarimetría no está limitada por la estabilidad de la atmósfera de la Tierra. Es algo similar al tránsito de un planeta en frente de su estrella.